# 그녀는 악마
《그녀는 악마》(영어: She-Devil)는 미국에서 제작된 수전 사이덜먼 감독의 1989년 블랙 코미디 영화이다. 로잰 바, 메릴 스트리프 등이 출연하였고, 조너선 브렛 등이 제작에 참여하였다. 스트리프는 이 영화를 통해 1989년 제47회 골든 글로브상 뮤지컬·코미디 영화 부문 여우 주연상 후보에 올랐다.

## 출연진
- 로잰 바
- 메릴 스트리프
- 에드 베글리 주니어
- 린다 헌트
- 실비아 마일스
- 엘리자베스 피터스
- 브라이언 라킨
- 에이 마티네즈
- 마리아 피틸로
- 로재나 카터

## 기타 제작진
- 미술: 산토 로콰스토
- 의상: 앨버트 울스키